# تالانکس
تالانکس (انگلیسی: Talanx) شرکت خدمات مالی آلمانی است، که در سال ۱۹۹۶ تأسیس شد.